# 伊恩·拉姆齐
伊恩·拉姆齐（英語：Iain Ramsay，1988年2月27日—）是一名菲律宾足球运动员，现效力于泰国甲级足球联赛的廊莫那浦府足球俱乐部。

## 生涯

### 早期生涯
拉姆齐在悉尼长大，后出国训练。因其在苏格兰训练时的出众，拉姆齐被Gretna FC青年队签下。拉姆齐在青年队效力并为Gretna FC的预备队的一员，但因未能与苏格兰一级足球联赛球队签约以及在第一梯队效力，他回到了澳大利亚并在New South Wales Premier League的悉尼奥林匹克足球俱乐部效力，并在2009-10赛季选入悉尼FC青年队。2010年他在半决赛对阵墨尔本胜利时完成了一级比赛的首秀。

### 阿德莱德联
2010年7月23日，拉姆齐与阿德莱德联签下了为期一年的合同。2010年8月20日，拉姆齐在对阵墨尔本雄心时上演帽子戏法，带领球队赢得比赛。而他在球队的第三粒进球则是加时射入了老东家悉尼FC的球门，将比分改为2-1。

### 国际比赛
除了澳大利亚，拉姆齐还有资格代表其母亲的出生国菲律宾参赛。虽然他更愿为澳大利亚效力不过若未能入选国家队大名单，代表菲律宾参赛也不是为不错的选择。此外他还有资格代表来自爱丁堡的父亲的出生地苏格兰参赛。

## 荣誉
悉尼FC
- 澳超：Premiers 2009–10

个人荣誉
- 国家青年联赛：2009-10悉尼FC年度青年球员
- 阿德莱德联新星：2010–11